# Saburō Shiroyama
Saburō Shiroyama (城 山 三郎 ; né en 1927 et mort en 2007) est un romancier japonais. 

## Biographie
Shiroyama est né dans la préfecture d'Aichi et a étudié l'économie à l'université Hitotsubashi. Il a ensuite enseigné l'économie à l'Université Nagoya Gakuin.  
Shiroyama a suivi une formation de pilote pour la marine japonaise, mais n'a jamais été soldat. Il commence sa carrière d'écrivain après la fin de la seconde guerre mondiale,. 
Une grande partie de ses travaux concernent les shoshamen, les cadres dirigeants de l'industrie qui ont une place considérable dans la culture d'entreprise japonaise. Il est connu pour avoir utilisé de vraies personnes, telles que Sahashi Shigeru, comme base pour ses personnages. Il essayait toujours d'éviter de rencontrer ou d'interviewer ceux sur lesquels il se basait. 
En 1957, il remporte le prix Bungakukai des Jeunes auteurs pour Exportation ( Yushutsu ), qui établit le roman économique (keizai shosetsu) comme une forme littéraire mainstream au Japon. Il a également remporté le prix Naoki pour Sōkaiya Kinjō en 1958. 

## Œuvres majeures
Les œuvres les plus remarquables de Shiyoyama incluent :
- Export (1957)
- Fabriqué au Japon (1959)
- Réduction des prix (1969)